# Hallsteindoctrine
De hallsteindoctrine was een sinds 1955 door de Bondsrepubliek Duitsland toegepaste politieke doctrine die inhield dat er geen diplomatieke betrekkingen werden onderhouden met landen die de Duitse Democratische Republiek (DDR) erkenden of daartoe overgingen. In 1970-1972 werd de doctrine opgegeven, toen de Bondsrepubliek zelf diplomatieke betrekkingen met de DDR, Polen en andere communistische landen aanging.
De doctrine is genoemd naar de CDU-politicus Walter Hallstein die van 1951 tot 1958 staatssecretaris van Buitenlandse Zaken was. Geestelijk vader van deze politieke leer was echter de diplomaat-ambtenaar Wilhelm Grewe.

## Ontstaan

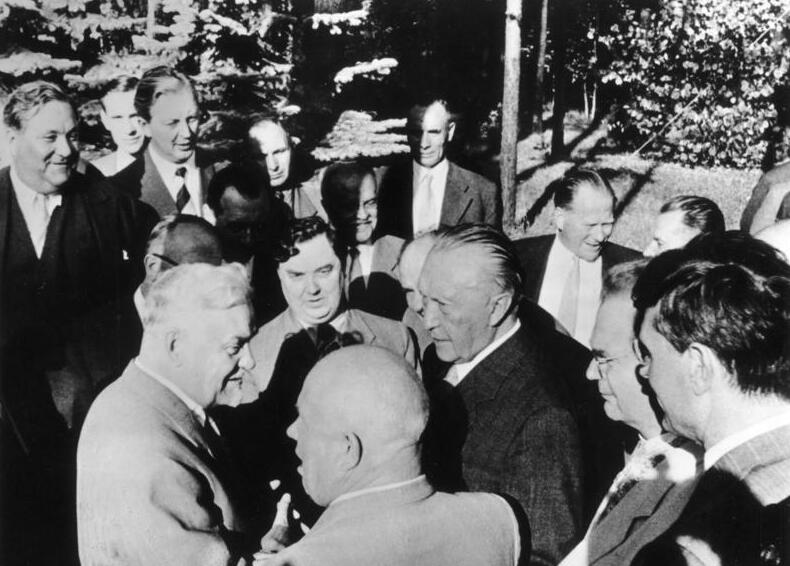
Bondskanselier Konrad Adenauer (midden rechts) in 1955 in Moskou, met de drie Sovjet-leiders (van links naar rechts) Boelganin, Malenkov en Chroesjtsjov.

De hallsteindoctrine werd in 1955 op het ministerie van Buitenlandse Zaken ontworpen nadat bondskanselier Konrad Adenauer (CDU) eerder in dat jaar een staatsbezoek aan de Sovjet-Unie had afgelegd. Laatste was een voorstander van een twee-statenoplossing maar Adenauer wilde dat zien te voorkomen. De Bondsrepubliek Duitsland, destijds alleen bestaand uit West-Duitsland, was volgens haar Grondwet de enige democratisch gelegitimeerde vertegenwoordiger van het Duitse volk. Dit werd aangeduid met de term Alleinvertretungsanspruch ('aanspraak dat men de enige vertegenwoordiger is').
De hallsteindoctrine werd in december 1955 door de Duitse bondsdag (het parlement) aangenomen. De Bondsrepubliek wilde hiermee voorkomen dat de DDR internationaal van lieverlee als een gewoon land zou worden beschouwd waardoor er van een hereniging mogelijk niets meer terecht zou komen.

## Toepassing en problemen
Op grond van de hallsteindoctrine onderhield de Bondsrepubliek met geen enkel Oostblokland officiële contacten, uitgezonderd de Sovjet-Unie omdat dit land tot de vier grote overwinnaars van de Tweede Wereldoorlog hoorde. Nadat Joegoslavië in 1957 tot de erkenning van de DDR was overgegaan, verbrak West-Duitsland de diplomatieke contacten met dat land. Ook met Cuba werden de diplomatieke contacten verbroken toen Cuba in 1963 de DDR had erkend.

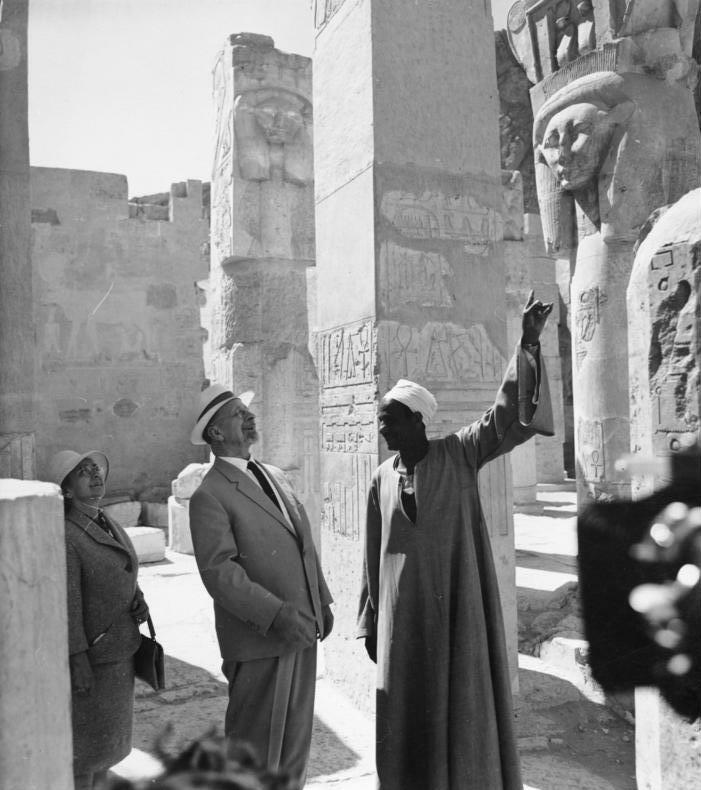
Walter Ulbricht in Egypte, 1965

De hallsteindoctrine was echter problematisch omdat ze de Bondsrepubliek kwetsbaar maakte. Toen in 1965 Egypte DDR-staatshoofd Walter Ulbricht ontving erkende de Bondsrepubliek Israël. In reactie daarop verbraken veel Arabische landen hun relaties met de Bondsrepubliek, later erkenden ze ook de DDR. Vooral in de Grote Coalitie (CDU/CSU-SPD, sinds 1966) werden handelscontacten met een aantal Oost-Europese landen aangegaan (Roemenië, Polen, Hongarije en Bulgarije).
Uiteindelijk opgegeven werd de hallsteindoctrine in 1969, toen de nieuwe bondskanselier Willy Brandt (SPD) met zijn Neue Ostpolitik begon. De Bondsrepubliek normaliseerde haar contacten met de Oost-Europese landen en nam zelfs een soort diplomatieke betrekkingen met de DDR op (1972). Wel bleef de Bondsrepubliek bij de Alleinvertretungsanspruch. Brandt zei vanaf het begin: Ook al zijn er twee staten in Duitsland kunnen ze voor elk ander geen buitenland zijn.